# Acartia baylyi
Acartia baylyi is een eenoogkreeftjessoort uit de familie van de Acartiidae. De wetenschappelijke naam van de soort is voor het eerst geldig gepubliceerd in 1972 door Greewood.